# Testify (album de POD)
Pour les articles homonymes, voir Testify.
Albums de POD
The Warriors EP, Volume 2
(2005) Greatest Hits: The Atlantic Years
(2006)
Testify est le sixième album studio du groupe POD. Il était prévu pour sortir en décembre 2005 mais la date de sortie a été repoussée au 24 janvier 2006 par Atlantic Records. C'est le premier album de POD sous le leabel d'une major, non produit par Howard Benson. L'album complet était disponible sur les sites de ventes de musique en ligne quatre jours avant sa sortie, le 20 janvier 2006. C'est aussi le dernier albumavec le guitariste Jason Truby, avant qu'il ne quitte le groupe en décembre 2006.
Une édition limitée de l'album, Testify (Limited Edition), est aussi sortie avec un CD bonus comprenant les commentaires du groupe sur chaque morceaux de l'album, ainsi que 4 chansons bonus et un remix qui ne sont pas présents sur l'album. Le premier single de l'album, "Goodbye for Now," en featuring avec Katy Perry alors inconnue, est devenu le clip n°1 sur MTV's TRL et ainsi le quatrième clip du groupe à atteindre le top #1. La chanson a aussi été fortement diffusée sur les radios. Testify a été n°1 des ventes d'albums chrétiens au Billboard pendant plusieurs semaines, il est resté dans le top 25 pendant 16 semaines à partir de mai 2006. Il a débuté à la 9e place au Billboard 200 avec 58,000 scans et s'est vendu à plus de 300,000 exemplaires aux États-Unis et plus de 495,000 exemplaires dans el monde entier.

## Style musical et production
Six mois avant la rencontre avec leur nouveau producteur, Glen Ballard, POD commence déjà à écrire et composer des démos de chansons pour l'album. Le chanteur Sonny Sandoval décrit le travail avec Ballard: 

« We didn't even expect him to work on the heavy stuff, just more of the laid-back stuff, but once he heard everything, he wanted to be a part of it. »

"Nous ne l'avons même pas attendu pour commencer à travailler sur les bases de l'album, un peu plus pour l'ambiance de l'album, mais une fois qu'il a entendu tout ça, il voulait en faire partie".
L'ambitieux Ballard a aussi rajouté des éléments tel que la partie piano qu'il a composé.
Bien que l'album Payable on Death sortait du style nu metal que POD avait précédemment défini, Testify voit son retour sur des morceaux comme "Lights Out" et "Sounds Like War". "On the Grind" fait particulièrement ressortir le côté hip-hop. D'autres chansons s'appuient sur des styles de chant plus formels, comme on l'entend dans "Goodbye for Now" et "This Time", et reggae, à savoir celles incluant Matisyahu.

Comme l'a dit le bassiste Traa Daniels,

« This album defines who we are musically as a foursome more than any other album that we've ever done »

"Cet album nous définit musicalement en tant que quatuor plus que tout autre album que nous ayons pu faire".

Il ajoute : 

« What we tried to do on this album... was to take people on a journey musically... I think we have a lot of different elements »

"Ce que nous avons essayé de faire sur cet album... a été d'emmener les gens dans un voyage musical... Je pense que nous avons beaucoup d'éléments différents"

Sonny Sandoval note aussi, 

« We have one of the heaviest songs we ever wrote and one of the softest songs we ever wrote »

"Nous avons un des plus gros morceaux que nous ayons jamais écrit et l'une des chansons les plus douce que nous ayons jamais écrit."

## Accueil critique
Dès sa sortie, Testify a été accueilli de façon mitigée par les grandes revues musicales. Jason Bracelin deBlender a déclaré, « sur leur cinquième album, ces 'soldats de jah' étaient à court de munitions » et a précisé que « sur la chanson teinté de son ska 'Strength of My Life', ils sonnent comme les garçons impolis les plus polis du monde, alors que 'Goodbye for Now' est le genre de rock moderne indifférent qui pourrait être mis en bouteille et vendue comme un somnifère. La rubrique chrétienne du magazine Rolling Stone note de même Testify, n'est pas aussi pompeux ou exagérée, comme on peut le croire; il a juste l'air fatigué... L'aspect le plus remarquable de Testify, en fait, c'est le peu de choses que POD, ou leurs guitares, ont à dire. »
Matt Collar de AllMusic donne cependant la note de 4/5 à l'album et considère le travail du guitariste Jason Truby comme une "performance vraiment inspiré et techniquement brillante". Il félicite également la voix enthousiaste de Sandoval au vu de l'album représentant "un groupe renaissant".

## Liste des pistes
1. Roots in Stereo (4:42) (featuring Matisyahu)
2. Lights Out (2:47)
3. If You Could See Me Now (3:07)
4. Goodbye for Now (4:34) (featuring Katy Perry)
5. Sounds Like War (3:53)
6. On the Grind (4:25) (featuring Sick Jacken (Psycho Realm), Boo-Yaa T.R.I.B.E., Amy Terrin)
7. This Time (4:41)
8. Mistakes & Glories (3:38)
9. Let You Down (4:15)
10. Teachers (4:21)
11. Strength of My Life (3:37) (featuring Matisyahu)
12. Say Hello (2:32)
13. Mark My Words (6:19) (featuring Sick Jacken)

### Pistes Bonus
- Not your kind (2:37) (Japan Bonus Teack)
- Your eyes (4:23) (Wal-Mart Exclusive Bonus Track)

### Pistes non sorties
- Here We Go (non sorti dans un premier temps mais a été mis sur Greatest Hits: The Atlantic Years)

Il existe aussi une édition limitée avec un second disque comprenant des bonus web, des commentaires sur toutes les chansons, et les pistes bonus suivantes :
- Generation (4:25)
- Bridge to Burn (4:26)  Payable on Death b-side
- Will You (Chris Vrenna Remix)(3:54) présent à l'origine sur le single Will You
- Every Time I Die (Demo) (3:31)
- New Wave (Demo) 3:39 demo of Let You Down

## Musiciens additionnels
- Glen Ballard - arrangements, claviers, production
- Katy Perry - Background vocals
- Jonathan Davis - devait faire les backup vocals sur la chanson "Mistakes and Glories" mais n'a pas pu à cause d'un problème d'agenda. Jason Truby les a enregistré à la place de Davis.

## Liens
- Site officiel